# Strašnické divadlo
Strašnické divadlo nacházející se v městské části Praha 10 (Solidarity 1986/53, Strašnice) nabízí činohru, site specific, pohádky, festival a další akce.

## Historie divadla

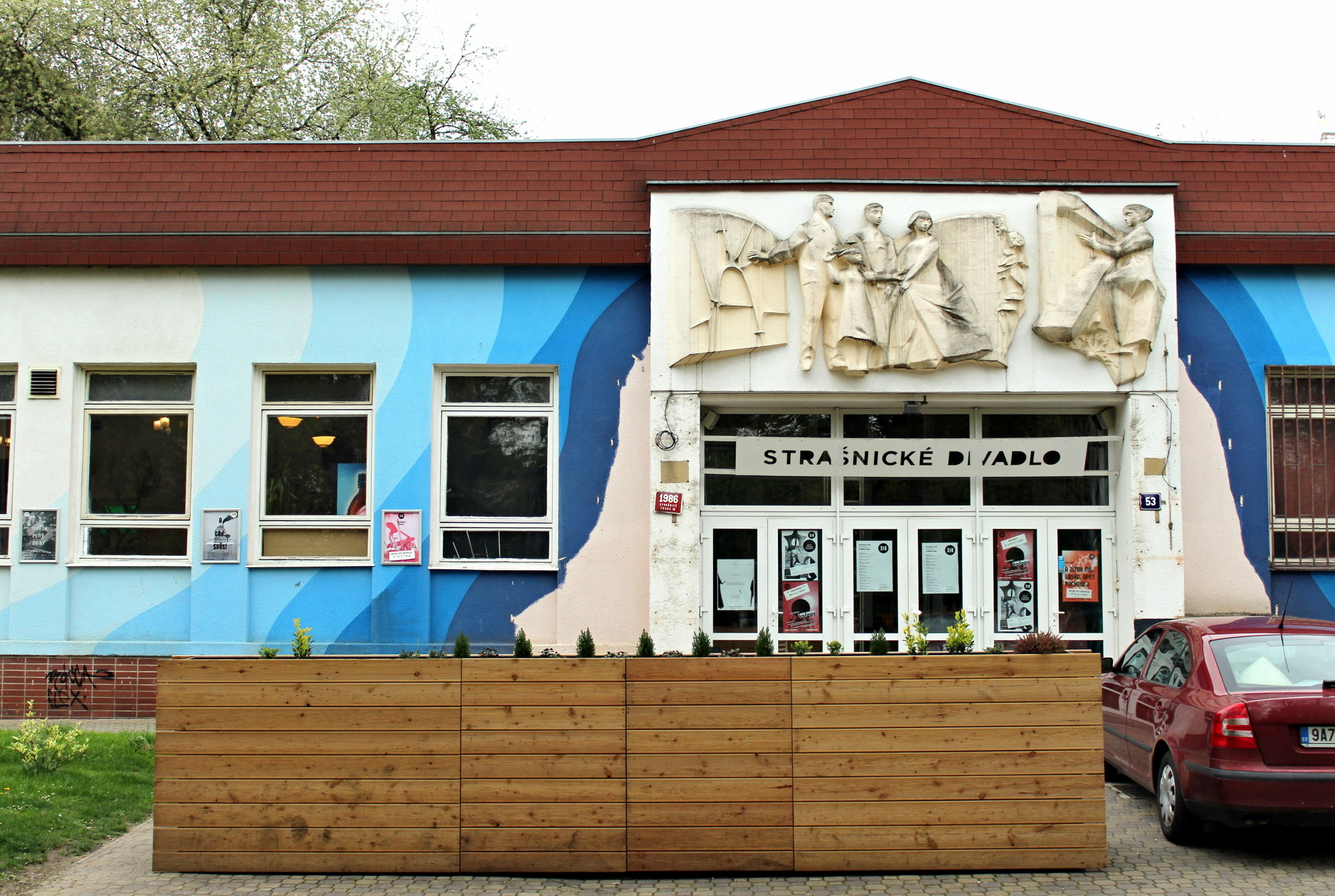
Vstupní část

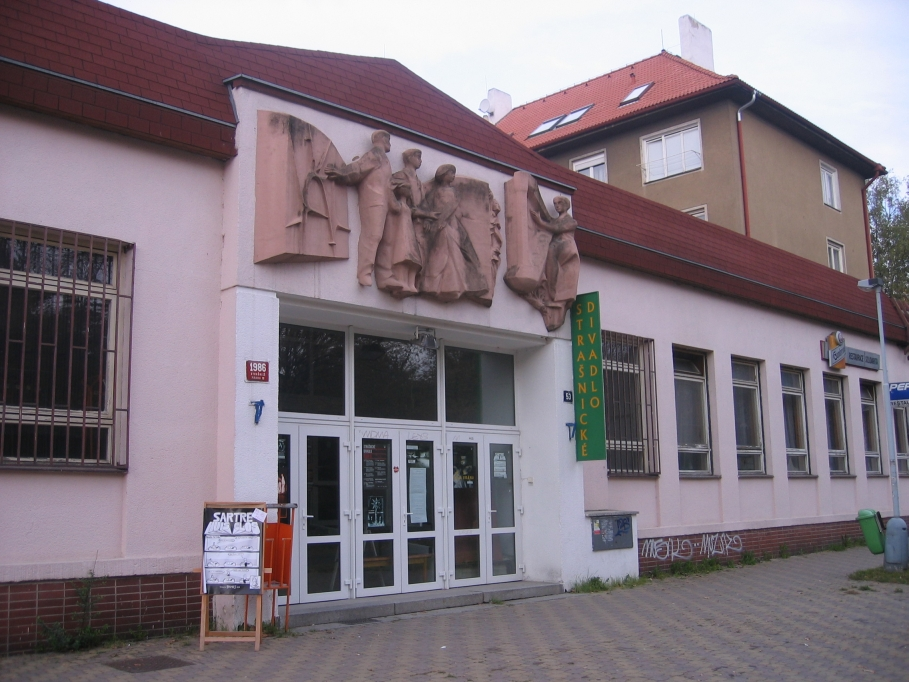
Strašnické divadlo před rekonstrukcí

Budova divadla vznikla na sídlišti Solidarita a podle něj dostala také jméno. Budova byla postavena v letech 1958–1961 podle projektu architekta Karla Poličanského jako kulturní dům, jehož součástí byla i knihovna a restaurace. Plocha nad vstupním portálem nese figurální skupinu provedenou ve vysokém keramickém reliéfu, zobrazující technika, mladou rodinu a harfenistku, jejímž autorem je sochař Valerián Karoušek. Pozdější úpravy v letech 1969 a 2006 zohlednily využívání prostoru jako divadla (dodatečné vytvoření technické kabiny ve foyer, prostory hereckých šaten). V roce 1996 byla nad původní plochou střechou hlediště zřízena nízká sedlová střecha. Solidarita se stala místem určeným především místní kultuře – konala se zde představení pro školy, zkoušeli a vystupovali zde amatérští divadelníci a také tu sídlil propagační útvar kulturního domu.
Nejslavnější období budova zažila v době, kdy tu působil soubor Divadla Járy Cimrmana. Tehdy býval sál pro 250 diváků permanentně vyprodán. Během této doby se divadlo také stalo kulisou pro film Nejistá sezóna. V roce 1992 ale cimrmanovská společnost změnila působiště a v příštím roce skončil svou působnost Obvodní kulturní dům a vzniklo Divadlo Solidarita, jehož provozovatelem se v roce 2004 stalo občanské sdružení Divadlo Company.cz pod vedením Evy Bergerové. Sdružení působilo v budově deset let. Kromě repertoárových inscenací (např. Rovner: Bílá vrána, Meyrink: Golem, Mozart: Requiem, Goethe: Faust, Körner: Údolí včel, Koljada: Murlin Murlo, Saramanowicz: Testosteron), nabízelo další kulturní akce, zejména zachovalo tradici pohádkových představení pro děti, nabídlo hostování nejrůznějších hudebníků i tanečníků a také filmové večery. V místě, kde se původně nacházela knihovna, byla v tomto období otevřena nová komorní scéna.
V roce 2006 se budova přejmenovala na Strašnické divadlo.

## Současnost divadla
Strašnické divadlo je jediným repertoárovým divadlem na Praze 10, která má přibližně 111 000 obyvatel. V roce 2013 začalo v budově působit Divadlo X10, které se zaměřuje na současnou dramatiku, dále se věnuje scénickým čtením, site specific projektům, které reflektují genius loci místa a posilují komunitní funkci divadla. V roce 2013 založilo X10 také festival straš NICE, odehrávající se v budově i v přilehlém parku.
Divadlo X10 od svého vzniku až do června 2018 působilo v budově Strašnického divadla na sídlišti Solidarita v Praze. Od září 2017 provozovalo divadlo i prostory Domu uměleckého průmyslu v centru Prahy – DUP39, kam se po opuštění Strašnického divadla v červnu 2018 plně přesunulo.